# آلیداد

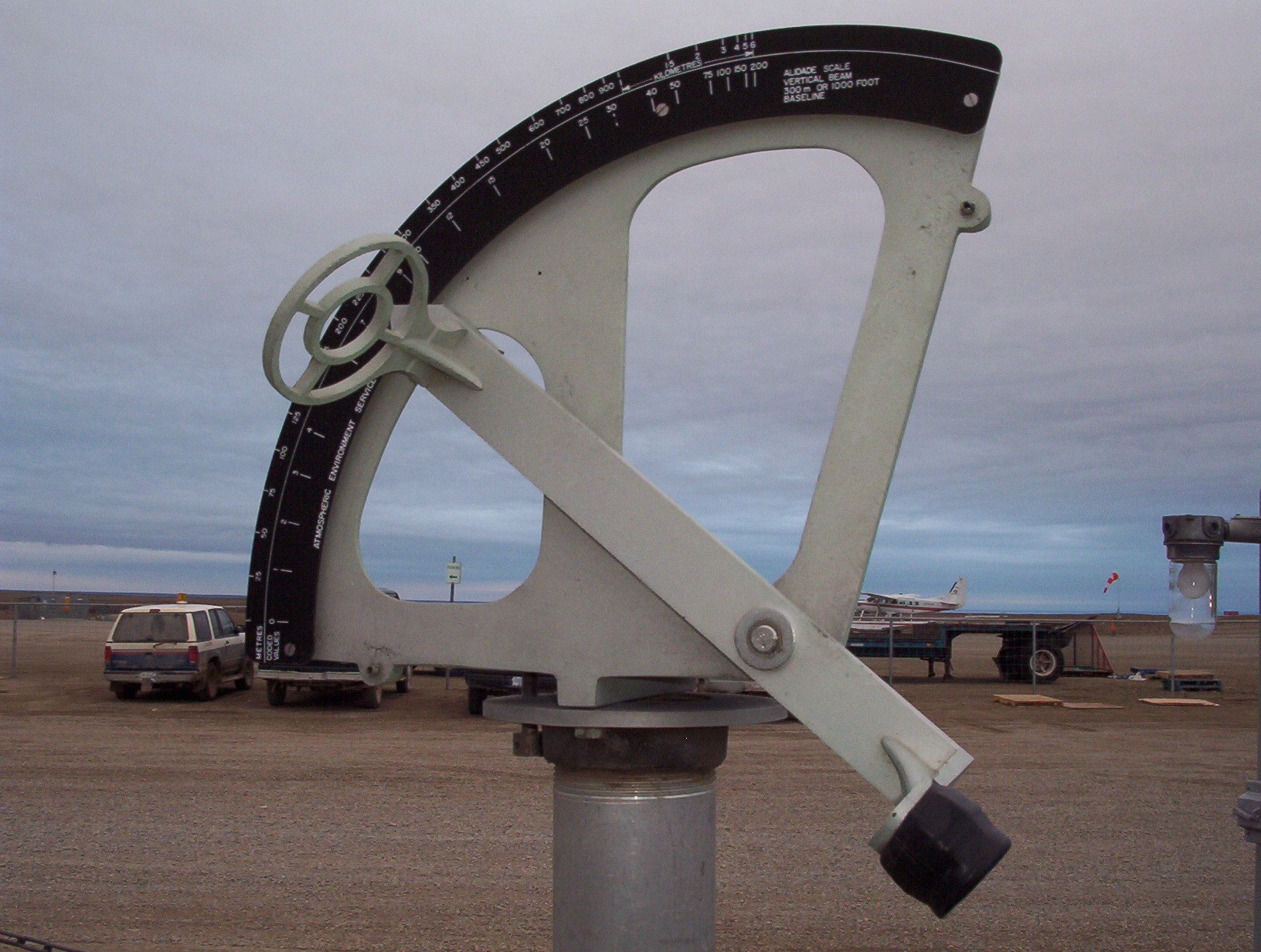
یک آلیداد ساده برای استفاده هم‌زمان با یک نورافکن ابریاب

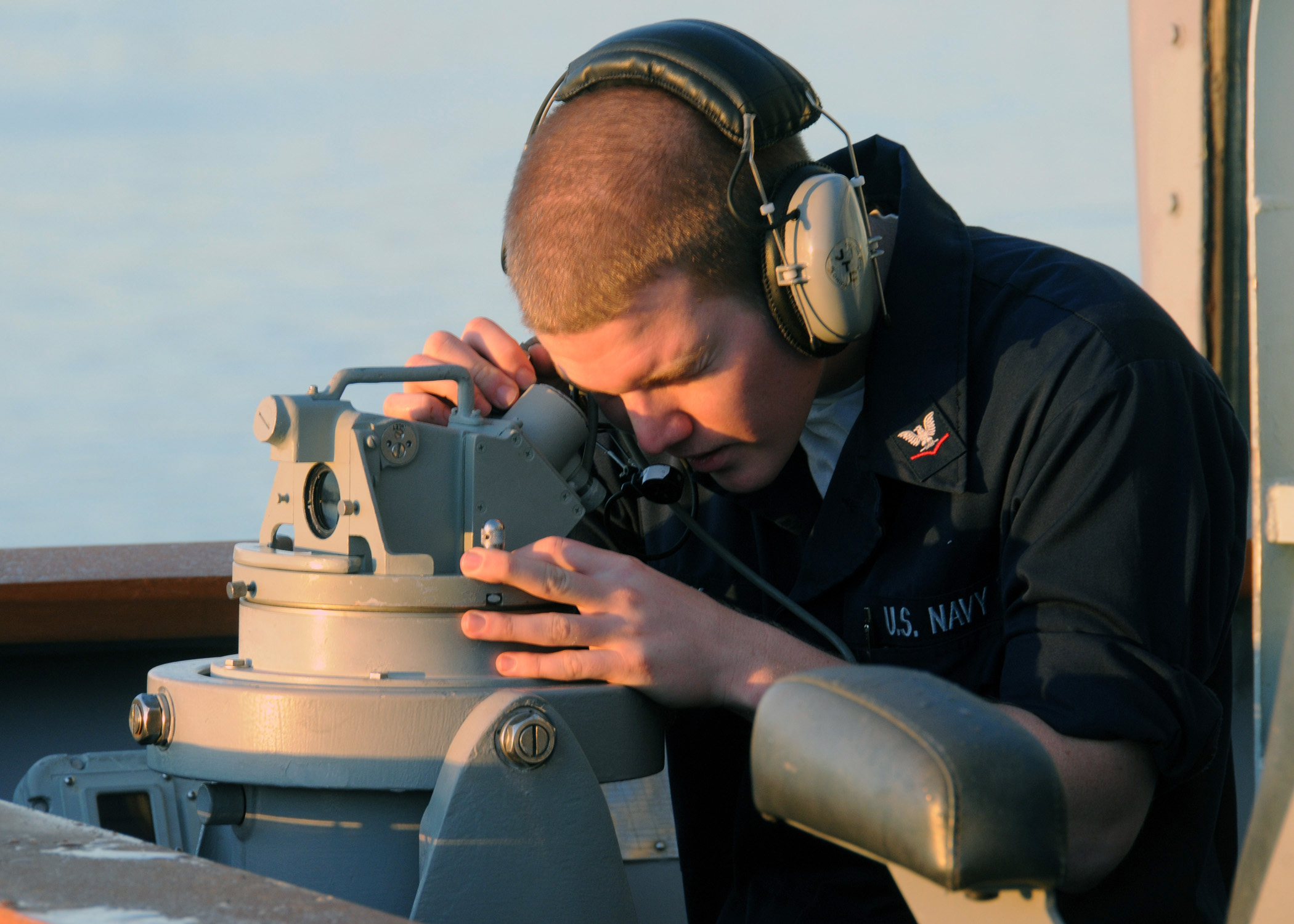
یک ناوی آمریکایی در حال استفاده از آلیداد دوربین‌دار.

آلیداد یا عِضاده یا راستایاب (به انگلیسی: Alidade) نوعی خط‌کش رویت ساده در نقشه‌برداری است که برای مشاهده اشیاء دور و اندازه‌گیری‌های زاویه‌ای بکار می‌رود.
آلیداد معمولاً دارای یک دوربین دارای نشانه‌است و یکی از اجزای دستگاه زاویه‌یاب یا تئودلیت می‌باشد. آلیداد هم‌چنین مدرج است و ملحقاتی برای خواباندن یا ثبت نتایج دارد.
آلیداد به شکل U ساخته شده و بدنه اصلی و مهمترین قسمت زاویه‌یاب را تشکیل می‌دهد و شامل محور افقی تئودلیت نیز هست. این قسمت حول محور اصلی یا محور قائم دستگاه نامیده می‌شود و به طور سمتی چرخش می‌کند. با چرخش آلیداد در سمت تلسکوپ نیز همراه آن حول محور اصلی می‌چرخد.
واژه آلیداد شکل اروپایی‌شده واژه العضاده عربی است.

## ساختار
آلیداد قسمت فوقانی تئودولیت است و از یک دو شاخه فلزی محکم تشکیل شده‌است. بر انتهای شاخه‌های آلیداد یک محور افقی TT تکیه می‌کند که یک دوربین نقشه‌برداری (عمود بر آن) می‌تواند حول آن دوران نماید و به همین جهت آن را محور چرخش دوربین می‌نامیم. آلیداد نیز می‌تواند حول محور اصلی دستگاه که آن را به PP نمایش می‌دهیم دوران کند. برای آنکه بتوانیم محور اصلی دستگاه را در امتداد قائم قرار دهیم، بین دو شاخه آلیداد، یک تراز نصب شده و برای آن که دستگاه برای اندازه‌گیری زاویه قائم نیز آمادگی داشته باشد یک دایره مدرج به نام لمپ قائم کنار یکی از شاخه‌های آلیداد در نظر گرفته شده به طوریکه محور TT از مرکز آن می‌گذرد.

## کارکرد
آلیداد وسیله نشانه‌روی و رسم امتدادها روی تخته می‌باشد. این وسیله قراول‌روی ممکن است دوربین‌دار یا بدون دوربین باشد.
این الیدادها عبارتند از یک خط‌کش که دوربین نقشه‌برداری به آن متصل شده و خط قراولروی دوربین با لبه خط‌کش موازی دوربین آلیداد دارای حرکت ارتفاعی بوده و شیب خط قراول‌روی روی دایره مدرجی قرائت می‌شود. با دوربین آنها می‌توان فواصل را نیز به طریقه استادیمتری اندازه گرفت.
اعداد خوانده شده به وسیله آلیداد:
تار بالا:۰۶۸۵
تار وسط:۰۶۴۵
تار پایین:۰۶۰۵
در شاخص‌خوانی اعداد به دست آمده به صورت میلی‌متر گزارش می‌شود.
این سه دوربین از لحاظ زوایایی که به دست می‌دهند با هم تفاوت دارند دوربین تئودولیت هم زاویهٔ افقی و هم عمودی را به دست می‌دهد ولی نیوو تنها زایهٔ افقی و آلیداد تنها زاویه عمودی را به دست می‌دهد.